# Port lotniczy Konakry
Port lotniczy Ahmed Sékou Touré (IATA: CKY, ICAO: GUCY) – międzynarodowy port lotniczy położony w Konakry. Jest największym portem lotniczym w Gwinei.

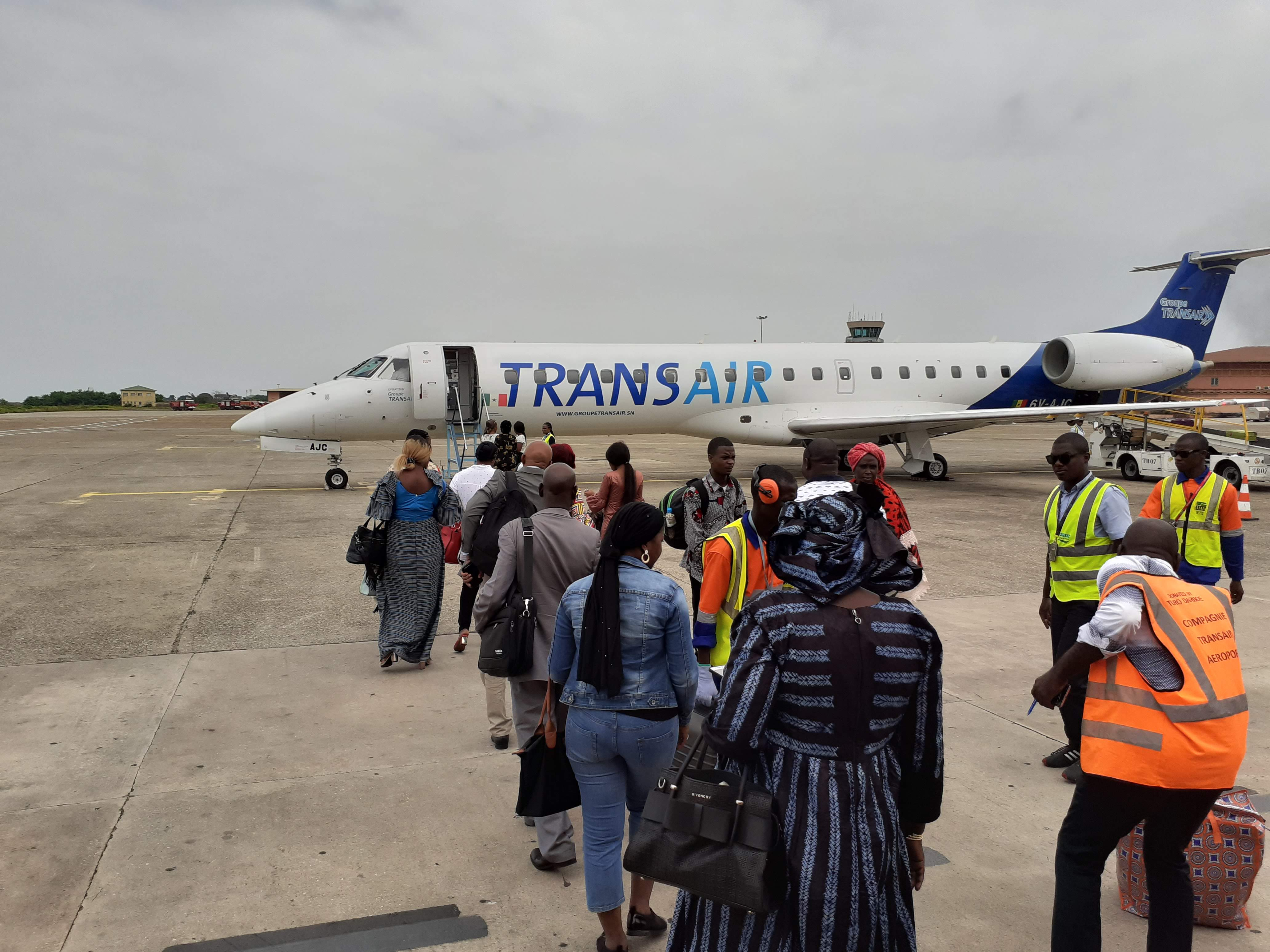
Trans Air a Conakry

## Kierunki lotów i linie lotnicze
| Linia Lotnicza      | Kierunek                                          |
| ------------------- | ------------------------------------------------- |
| Air Côte d'Ivoire   | 1. Abidżan                                        |
| Air France          | 1. Bamako 2. Nawakszut 3. Paryż-Charles de Gaulle |
| Air Senegal         | 1. Dakar-Diass                                    |
| ASKY Airlines       | 1. Bamako 2. Lomé                                 |
| Brussels Airlines   | 1. Bruksela 2. Dakar-Diass                        |
| Emirates            | 1. Dubaj                                          |
| Ethiopian Airlines  | 1. Abidżan 2. Addis Abeba 3. Wagadugu             |
| Mauritania Airlines | 1. Dakar-Diass 2. Nawakszut                       |
| Royal Air Maroc     | 1. Casablanca                                     |
| TAP Portugal        | 1. Lizbona                                        |
| Tunisair            | 1. Dakar-Diass 2. Tunis                           |
| Turkish Airlines    | 1. Stambuł 2. Wagadugu                            |